# ヨゼフ・ドブロフスキー
ヨゼフ・ドブロフスキー（Josef Dobrovský、1753年8月17日 - 1829年1月6日）は、チェコの文献学者、歴史家、チェコ民族再生運動の最も重要な人物の1人。

## 生涯
ソルニツェ出身の職業軍人ヤクブ・ドウブラフスキーの息子としてハンガリーのバラシュシャジャルマトで誕生する。まもなく両親は西ボヘミアに移り、ドブロフスキーはホルショフスキー・ティーンでドイツ語を話す環境で育てられ、それからハヴリーチュクーフ・ブロトにあるギムナジウムでチェコ語を修める。さらにクラトヴィにあるイエズス会の学校で学んだ。ギムナジウムを卒業した後、哲学や神学をプラハにあるカレル大学で学ぶ。1772年にイエズス会へ入会し、インドでキリスト教の布教を遂行するための準備をしていたが、翌年、教皇クレメンス14世の勅書「ドミヌス・アク・レデンプトール」が発せられたことからボヘミアのイエズス会は解散に至り、取り消しになった。ドブロフスキーはプラハに戻って神学の研究を続ける。
学者ヨーゼフ・ステプリング (Joseph Stepling)の推薦を受けて1776年からノスティッツ伯爵家のミエシツェ城で家庭教師として務める。彼はプラハ大司教のヴィルヘルム・フロレンティン・フォン・ザルム＝ザルム (Wilhelm Florentin von Salm-Salm)から叙階を拒否されるけれども、1786年にフラデツ・クラーロヴェー司教であるヨハン・レオポルト・フォン・ハイ (Johann Leopold von Hay)によりローマ・カトリック司祭の叙階を受けた。オロモウツ近くにあるフラジスコ修道院の総合神学校で1787年から1788年にかけて副学校長を、それから1789年に学校長を務めた。しかしヨーゼフ2世死後の1790年に神学校の廃止により役職を失ったことからプラハに舞戻り、主にノスティッツ宮殿で家庭教師として生活する。カレル大学で教授職を得るため奔走したがうまくいかなかった。この間、チェコの言語や文学、スラヴ諸語、 さらに考古学やチェコ史を探究する。1784年にチェコ王国科学協会 (Královská česká společnost nauk)の創設に寄与した。1792年、彼はチェコ王国科学協会に依頼され、30年戦争により各国に散らばっていた写本を調査するためストックホルム、トゥルク、サンクトペテルブルク、モスクワを訪問し、それからイタリアやスイスに向かうノスティツ伯爵に同行するため帰国した。1818年、国立博物館開館を積極的に賛助する。彼は1829年にブルノの地域図書館で研究していた頃に病を発症し、死去した。

## 研究

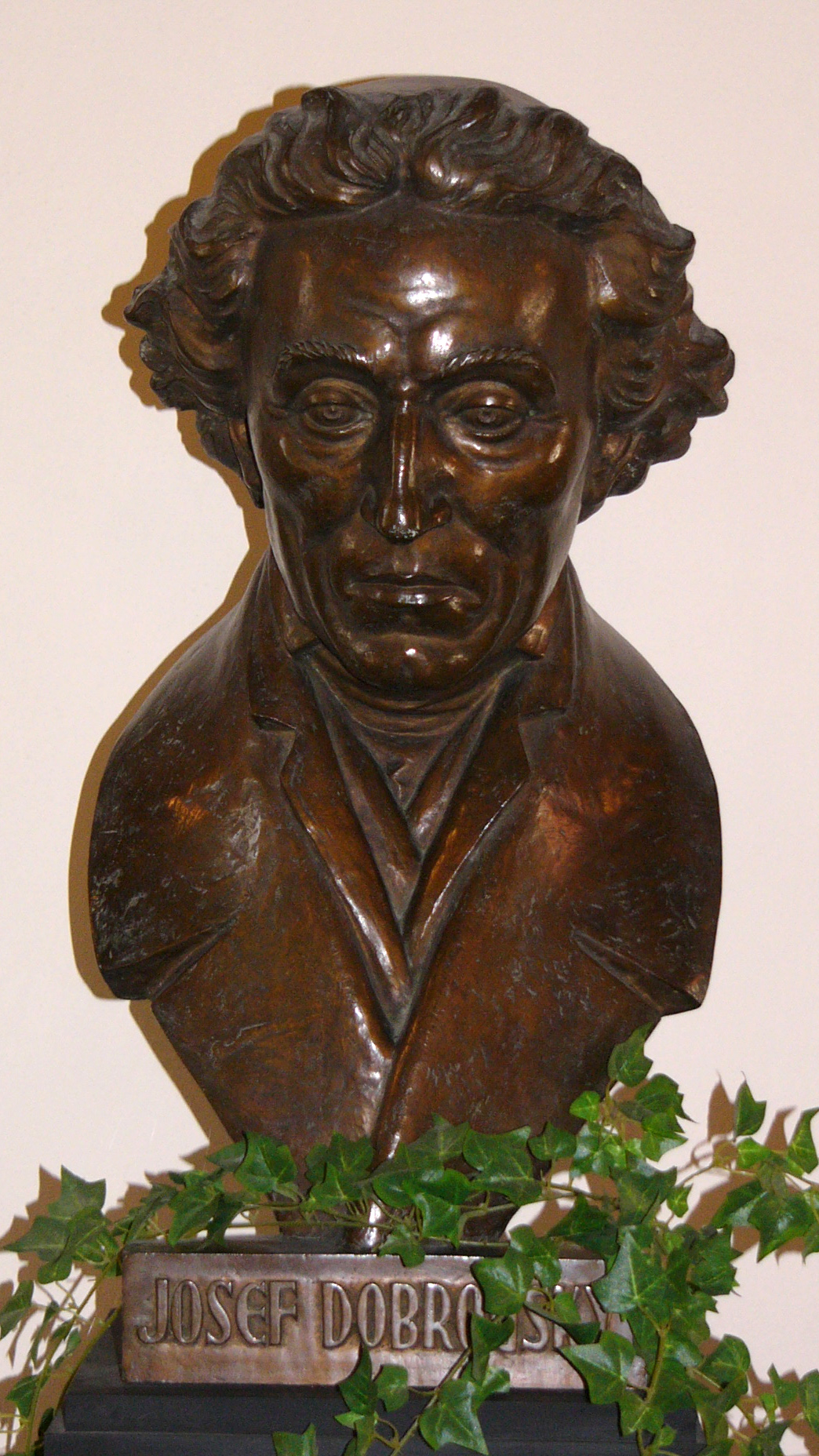
ヨゼフ・ドブロフスキー

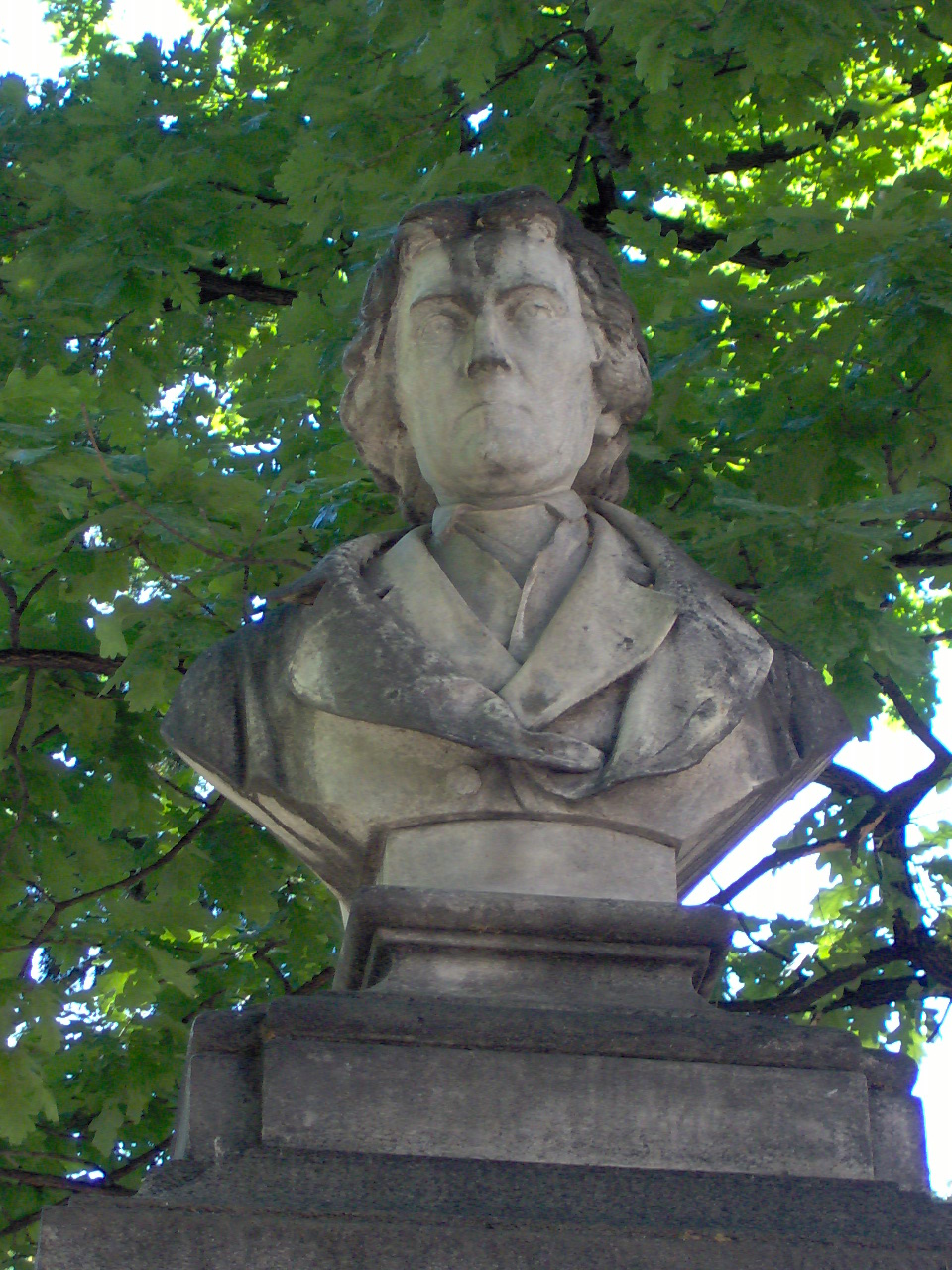
プラハのヴルタヴァ川のカンパ島にあるヨゼフ・ドブロフスキー像

ドブロフスキーは伝統にのっとった聖書のテクスト研究者として出発した。 1777年、プラハのユダヤ人社会について研究テーマとした最初の概説書『ヘブライ語手稿のプラハ断片』(„Pragische Fragmente hebräischer Handschriften“）をドイツ語で刊行した。1778年にラテン語で刊行した著作『聖マルコ福音書のプラハ断片』(„Fragmentum Pragense Evangelii S. Marci“）は発表されるやいなや専門家の世界で注目を集める。彼は著作の中で、福音記者聖マルコの直筆文書の断片として伝えられている聖遺物について、不確実に推定された成立年代であり、これまで考えられていたよりもずっと後になって作られたことを論証してみせた。
1779年からチェコ語やチェコ文学の研究を始め、『1779年のチェコ文学』(„Böhmische Literatur auf das Jahr 1779“）や『1780年のチェコ文学とモラヴィア文学』(„Böhmische und mährische Literatur auf das Jahr 1780“）といった学術誌を発行し、彼は学術誌の中でこの分野における当時の研究について批判的に論評した。1792年に『チェコ語とチェコ文学の歴史』(„Geschichte der böhmischen Sprache und Literatur“）(1818年に改題された『古チェコ語と古チェコ文学の歴史』„Geschichte der älteren böhmischen Sprache und Literatur“は増補版）を刊行、1809年に刊行した『詳解チェコ語文法』(„Ausführliche Lehrgebäude der böhmischen Sprache“）はチェコ語における最初の近代文法書（1819年に第2版）である。それに加えて彼は『ドイツ語-チェコ語辞典』(„Deutsch-böhmisches Wörterbuch“）の2巻(1802年、1821年）をそれぞれ刊行した。
ドブロフスキーは著作物の中で16世紀後半をチェコ語の「黄金時代」と捉えたうえで当時のチェコ語が持っていた基本的概念について力説している。彼はそれ以降、外国語から借用語を吸収することによって文語を大きく変化させることについて拒絶した。彼は弟子のヴァーツラフ・ハンカやヨセフ・ユングマンと違い、政治的にオーストリア・ハンガリー帝国のボヘミアでチェコ語が公用語として採用されることは非常に難しいと考えていたことから積極的に活動して一般に広めることをしなかった。
彼自身は若年期、ボヘミアにおいて支配的な言語であったドイツ語、さらに学術語のラテン語でそれぞれ著述し、そして死去する直前になって数作のみチェコ語で著した。
そのことから当時の人は彼がチェコ語を充分に習得できていなかったのではと勘違いしていた。
ドブロフスキーはスラヴ諸語の研究にも取り組み、『スラヴィ―ン』(„Slawin“, 1806年）や『スロヴァンカ』(„Slovanka“, 1814年–1815年）といった学術誌を公刊した。1822年に刊行された『古代教会スラヴ語の基礎』(„Institutiones linguae slavicae dialecti veteris“）は古代教会スラヴ語について体系的に解釈した近代最初の文法書であり、それによりチェコにおけるスラヴ学の創始者の尊称を与えられた。
2003年8月、小惑星ドブロフスキー (40440)は彼の名を取って名付けられた。

## 著作物
- Fragmentum Pragense evangelii s. Marci autographi, Prag 1778
- Corrigenda in Bohemia docta Balbini juxta editionem P. Raphaelis Ungar, Prag 1779
- Böhmische Litteratur auf das Jahr 1779, Prag 1779
- Über die Einführung und Verbreitung der Buchdruckerkunst in Böhmen, Prag 1782
- Über das Alter der böhmischen Bibelübersetzung, Prag 1782
- Abhandlung über den Ursprung des Namens Tschech, Tschechen, Prag 1782
- De antiquis Hebraeorum characteribus diss., in qua... Origenis Hieronymique fides testimonio Josephi Flavii def., Prag 1783
- Scriptores rerum Bohemicarum. 3 vol., Prag 1783–1829
- Historisch-kritische Untersuchung, woher die Slawen ihren Namen erhalten haben, Prag 1784
- Ueber die Begräbnißart der alten Slawen überhaupt, und der Böhmen insbesondere. Eine Abhandlung, veranlaßt durch die bei Horim im Jahr 1784 auf einer ehemaligen heydnischen Grabstätte ausgegrabenen irdenen Geschirre. Abhandlungen der königlich böhmischen Gesellschaft der Wissenschaften 1786, 333-359.
- Wie man die alten Urkunden benutzen soll. Ein Versuch über den Brewniower Stiftungsbrief Boleslaws des Zweyten vom Jahr 993, Prag 1786
- Litterarisches Magazin von Böhmen und Mähren, Prag 1786–1787
- Über eine Stelle im 19. Briefe des hl. Bonifacius, die Slawen und ihre Sitten betreffend, Prag 1788
- Über das erste Datum zur slawischen Geschichte und Geographie, Prag 1790
- Geschichte der böhmischen Sprache und Litteratur, Prag 1792
- Vita Joannis de Jenczenstein archiepiscopi Pragensis tertii ex manuscripto Rokyczanensi coaevo edita notisque illustrata (Vita des Johann von Jenstein), Prag 1793
- Litterärische Nachrichten von einer auf Veranlassung der königlich böhmischen Gesellschaft der Wissenschaften im Jahre 1792 unternommenen Reise nach Schweden und Rußland. Nebst einer Vergleichung der Russischen und Böhmischen Sprache etc., Prag 1796
- Über den ersten Text der Böhmischen Bibelübersetzung, nach den ältesten Handschriften derselben, besonders nach der Dresdner, Prag 1798
- Entwurf eines Pflanzensystems nach Zahlen und Verhältnißen etc., Prag 1802
- Deutsch-böhmisches Wörterbuch, Prag 1802–1821
- Kritische Versuche, die ältere böhmische Geschichte von späteren Erdichtungen zu reinigen, Prag 1803–1807
- Českých přísloví sbírka, Prag 1804 (Sammlung tschechischer Sprichwörter)
- Glagolitica. Über die glagolitische Literatur. Das Alter der Bukwitza, ihr Muster nach welchem sie gebildet worden, den Ursprung der Römisch-Slawischen Liturgie (Hinweise zur glagolitischen Schrift, der ältesten Schrift der slawischen Sprachen), Prag 1807
- Slavin. Beiträge zur Kenntniß der Slavischen Literatur, Sprachkunde und Alterthümer, nach allen Mundarten, Prag 1808
- Ausführliches Lehrgebäude der böhmischen Sprache zur gründlichen Erlernung derselben für Deutsche, zur vollkommenen Kenntnis für Böhmen, Prag 1809
- Entwurf zu einem allgemeinen Etymologikon der slawischen Sprachen, Prag 1813
- Slovanka. Zur Kenntniß der alten und neuen slavischen Literatur, der Sprachkunde nach allen Mundarten, der Geschichte der Alterthümer, Prag 1814–1815
- Institutiones linguae slavicae dialecti veteris etc, Wien 1822
- Über die ehemaligen Abbildungen böhmischer Regenten und ihre Inschriften in der Prager königlichen Burg vor dem Brande im Jahre 1541, Prag 1825
- Mährische Legende von Cyrill und Method. Nach Handschriften herausgegeben, mit anderen Legenden verglichen und erläutert, Prag 1826
- Dějiny českých pikartů a adamitů (Z německého originalu: Geschichte der böhmischen Pikarden und Adamiten, in: Abhandlungen der Böhmischen Gesellschaft der Wissenschaften, přeložil, výsvětlivky, ediční poznámku a doslov napsal Rudolf Havel). Odeon, Praha 1978, ヨゼフ・ドブロフスキーの著作およびヨゼフ・ドブロフスキーを主題とする文献 - ドイツ国立図書館の蔵書目録（ドイツ語）より。, tschechisch.